# Carlotta Filippi
Carlotta Filippi (Bergamo, 7 gennaio 1988) è un'arbitro di calcio a 5 ed ex calciatrice italiana, di ruolo portiere.

## Carriera

### Calciatrice
Animata dalla passione per il pallone, dall'età di 10 anni sino ai 22 anni pratica il gioco del calcio, ricoprendo il ruolo di portiere.
Dalla militanza nella squadra maschile del suo paese, Berbennese - Polisportiva Berbenno, a 12 anni passa ad una società femminile, la Polisportiva Almennese, mutata poi in Orobica. Incominciano così le convocazioni in Rappresentativa Lombardia e le partecipazioni ai Tornei delle Regioni.
La carriera prosegue poi nell'Atalanta Femminile, ove milita prima con la squadra Primavera conseguendo due titoli nazionali, e dopo con la prima squadra, in Serie A. Incominciano così le convocazioni nel settore giovanile della Nazionale Italiana di Calcio Femminile.
L'esperienza calcistica prosegue poi al Brescia Femminile, in Serie A2; mentre continuano i raduni con il settore giovanile della Nazionale Italiana di Calcio Femminile.
La carriera calcistica termina infine all'Atalanta Femminile.

### Arbitro
Terminata l'esperienza da calciatrice, dal 2010 si dedica all'arbitraggio, seguendo nello stesso anno il corso per arbitri di calcio ed intraprendendo la carriera arbitrale in forza alla Sezione Arbitri di Bergamo, dapprima nel calcio ad 11, successivamente nel calcio a 5, ambito in cui dirige tuttora.